# Samtiges Mausohr
Das Samtige Mausohr (Myotis simus) ist eine mittelgroße Fledermausart aus der Gattung der Mausohren innerhalb der Glattnasen (Vespertilionidae). Die Färbung der Tiere variiert regional und saisonal, wobei das Farbspektrum von orange-braun bis schokoladenbraun reicht. Die Art ist in tropischen Gebieten Südamerikas im Bereich des Amazonasbeckens und des Río Paraná verbreitet. Sie lebt in Wassernähe und jagt über Wasser nach Insekten.
Über die Lebensweise und die Bestandsgröße liegen nur wenige Daten vor, die vor allem von Einzelfängen stammen. Aus diesem Grund wird die Art nicht in eine Gefährdungskategorie der IUCN eingeordnet.

## Merkmale

### Allgemeine Merkmale
Das Samtige Mausohr ist eine kleine bis mittelgroße Art der Mausohren mit einer Kopf-Rumpf-Länge von 83 bis 92 Millimetern und einer Schwanzlänge von 33 bis 40 Millimetern. Das Gewicht beträgt 5 bis 11 Gramm. Äußerliche Unterschiede zwischen den Geschlechtern in Form eines Sexualdimorphismus existieren nicht. Die Färbung der Tiere und die Haarlänge variieren regional und saisonal, wobei die Haare des Bauchfells in der Regel leicht zweifarbig und die Rückenhaare einfarbig sind. In Ecuador im Zeitraum Februar bis März gefangene Tiere besaßen ein sehr kurzes, einfarbig orange-braunes Fell, während Tiere aus dem Zeitraum Oktober bis Dezember längeres schokoladenbraunes Fell mit aufgerollten Spitzen aufwiesen. Ein Exemplar in Bolivien war ockerfarben orange und Individuen aus dem westlichen bis zentralen Amazonasbecken waren sandfarben, rötlich-braun und zimt-braun. Charakteristisch für die Art ist das extrem kurze und wollige Fell mit Haarlängen von weniger als 5 Millimetern.
Die Ohren und die Flughäute sind schwarz. Die Ohren sind mit 11 bis 13 Millimeter vergleichsweise kurz und weisen nach vorne. Der Antitragus ist wenig ausgebildet, der Tragus ist zugespitzt, oberseits gerundet und im unteren Teil konvex ausgebildet mit einem kleinen dreieckigen Lobus am äußeren Ansatz, der dem des Schwarzen Mausohrs (Myotis nigricans) entspricht. Die Handflughaut (Plagiopatagium) unterscheidet sich von der aller anderen amerikanischen Mausohren durch die Anheftung an den Fersen oder Zehen durch ein schmales Membranband. Die Schwanzflughaut (Uropatagium) ist nackt und besitzt auch keinen Haarkamm am Rand wie andere Arten der Gattung, nur an der Basis besitzt sie vereinzelte Haare. Der Calcar hat in der Regel einen kleinen Kiel.

### Merkmale des Schädels und Skeletts
Der Schädel hat eine Basallänge von 13,5 bis 15 Millimetern sowie eine maximale Breite im Bereich der Jochbögen von 8,8 bis 10,2 Millimetern. Er besitzt einen gut ausgebildeten Gesichtsschädel mit deutlicher interorbitaler Einschnürung und kurzer Schnauze. In seitlicher Ansicht des Schädels neigt sich das Scheitelbein nach vorn und die supraorbitale Region ist abgeflacht. Ein Sagittalkamm ist generell ausgebildet und Occipitalkämme sind immer ausgebildet, ihre Höhe variiert. Obwohl keine Unterarten unterschieden werden, können sich die Schädel regional unterscheiden. Sammlungsexemplare aus Bolivien sind dabei etwas größer als solche aus dem Amazonasbecken oder aus Paraguay und besitzen Unterschiede bei der Form des Mastoidfortsatzes am Schläfenbein. Es besteht die Möglichkeit, dass es sich bei diesen Exemplaren um eine eigene, noch nicht beschriebene Art handelt.
| 2 | · | 1 | · | 3 | · | 3 | = 38 |
| 3 | · | 1 | · | 3 | · | 3 | = 38 |

Die Art besitzt wie alle Arten der Gattung in einer Oberkieferhälfte zwei und in einer Unterkieferhälfte drei Schneidezähne (Incisivi) sowie je Kieferhälfte einen Eckzahn (Caninus), drei Vorbackenzähne (Praemolares) und drei Backenzähne (Molares); insgesamt 38 Zähne. Die oberen Eckzähne sind generell länger und kräftiger als bei anderen südamerikanischen Arten der Gattung und der Abstand zum folgenden Vorbackenzahn ist kürzer.
Ebenfalls kennzeichnend für die Art ist der Penisknochen (Baculum), der länger und dünner als bei anderen Myotis-Arten in Südamerika ist. Er erreicht eine Länge von 0,8 und eine Breite von 0,3 Millimetern und besitzt seitlich leicht erhobene Knoten. Bei einigen Individuen ähnelt er dagegen mehr dem Penisknochen des Ufermausohrs (Myotis riparius).

## Verbreitung

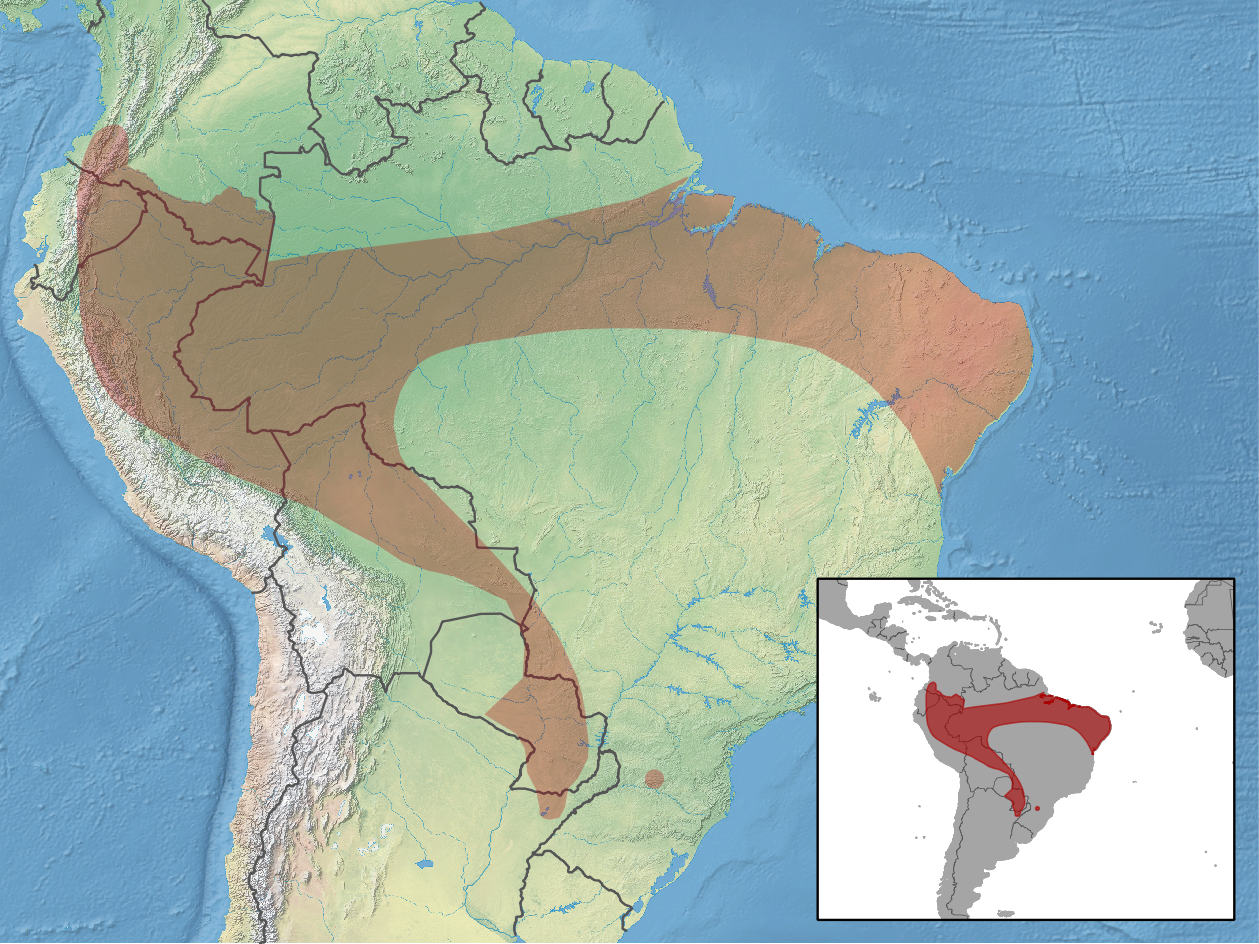
Verbreitungsgebiet des Samtigen Mausohrs (Myotis simus)

Das Verbreitungsgebiet des Samtigen Mausohrs umfasst weite Teile des zentralen Südamerikas vornehmlich im Bereich des Amazonasbeckens im Norden Brasiliens, dem südlichen Venezuela sowie den Tieflandgebieten der östlichen Anden in Kolumbien, Ecuador, Peru und dem nördlichen Bolivien; außerdem lebt die Art im Becken des Río Paraná im zentralwestlichen Brasilien, in Paraguay und dem nordöstlichen Argentinien, verbunden durch einen engen Verbreitungskorridor im nordöstlichen Bolivien. Als natürliche Verbreitungsbarrieren wirken wahrscheinlich die Gebirgszüge der Anden, die Plateau-Regionen und die Trockengebiete des Gran Chaco.
Die Höhenverbreitung reicht von 28 Metern in Itacoatiara, Brasilien, bis 600 Meter in Huánuco, Peru.

## Lebensweise
Über die Lebensweise des Samtigen Mausohrs liegen nur sehr wenige Daten vor. Es jagt seine Beute über Wasser und kommt sowohl im Bereich der dauerhaft überfluteten wie auch in den nicht periodisch überfluteten Tieflandwäldern und Savannen vor. Seine Schlaf- und Ruheplätze befinden sich in hohlen Bäumen und in den Blättern von Bananenstauden, wobei es in ersteren gemeinsam mit dem zu den Bulldoggfledermäusen gehörenden Kleinen Hasenmaul (Noctilio albiventris) vorkommen kann. In Bolivien wurde die Art zudem in Erdlöchern sowie in den Dächern reetgedeckter Häuser gefunden, in denen sie gemeinsam mit der Argentinischen Braunen Breitflügelfledermaus (Eptesicus furinalis) vorkommen kann.
Als Parasiten wurden am Samtigen Mausohr mit Paradyschiria parvula, Trichobius parasiticus und Basilia manu verschiedene Arten der Streblidae nachgewiesen, wobei Paradyschiria als spezifischer Parasit der Hasenmaulfledermäuse (Noctilionidae) bekannt ist und andere Arten selten befällt; mit dem Nachweis auf dem Samtigen Mausohr wurde Paradyschiria erstmals auf einer Fledermaus aus der Familie der Glattnasen nachgewiesen.

### Ernährung
Wie andere Fledermäuse ernährt sich auch das Samtige Mausohr von Insekten, die es im Flug fängt. Das Beutespektrum umfasst Grillen, Wanzen und Zikaden, Käfer, Schmetterlinge und Mücken. Die meisten Beutetiere, etwa 90 %, sind kleiner als 10 Millimeter.

### Fortpflanzung
Über die Fortpflanzungsbiologie der Art liegen keine Daten vor, Details können nur von Einzelfängen abgeleitet werden. So wurden trächtige Weibchen in Bolivien im September, in Paraguay im Oktober und in Peru im Februar bis März gefangen. All diese Individuen trugen jeweils nur ein Embryo. In Balta, Peru, wurde ein Männchen mit geschwollenem Nebenhoden und Spermazellen in allen Entwicklungsstadien in den Hoden gefangen. Bei diesem Exemplar waren die Hoden deutlich vergrößert und im Vergleich zu Individuen des Schwarzen Mausohrs (Myotis nigricans) größer und mit weniger Bindegewebe ausgestattet.

## Systematik
Das Samtige Mausohr wird als eigenständige Art innerhalb der Mausohren (Gattung Myotis) eingeordnet. Die wissenschaftliche Erstbeschreibung stammt von Oldfield Thomas aus dem Jahr 1901, der die Art bereits mit dem noch heute gültigen Namen nach einem Exemplar aus Sarayacu in der Provinz Ucayali in Peru beschrieb. 1943 beschrieb A.M.C. Proença Individuen aus Solabra im brasilianischen Bundesstaat Mato Grosso als Myotis guaycuru, der Name wird heute als Synonym betrachtet.
Innerhalb der Mausohren wird die Art gemeinsam mit den weiteren 14 südamerikanischen Arten der Gattung in eine eigene Verwandtschaftsgruppe gestellt. Innerhalb dieser wurde sie aufgrund von Gemeinsamkeiten im Schädelbau mit dem Ufermausohr (Myotis riparius) und dem Roten Mausohr (Myotis ruber) als M.-ruber-Gruppe zusammengefasst. Eine nähere Verwandtschaft mit dem Ufermausohr wurde auch durch molekularbiologische Daten bestätigt. 2014 wurde die Art Myotis midastactus als eigene Art anhand von ursprünglich M. simus zugeordneten Tieren abgespalten.
Innerhalb der Art werden neben der Nominatform keine weiteren Unterarten unterschieden. Allerdings wurden deutliche Unterschiede in der Fellfärbung und verschiedenen Schädelmaßen zwischen Tieren aus Bolivien und dem Gebiet Peru und Amazonien festgestellt, die auf eine Trennung der Art in zwei Unterarten oder sogar Arten hindeuten könnten.

## Gefährdung und Schutz
Die Art wird von der International Union for Conservation of Nature and Natural Resources (IUCN) aufgrund nicht ausreichender Daten zur Bestandsgröße ohne Gefährdungseinordnung („data deficient“) eingestuft. Für Bolivien wird die Art jedoch als gefährdet betrachtet.

## Belege
1. 1 2 3 4 5 6 7 8 9 10 11 12 13 14  Ricardo Moratelli: Myotis simus (Chiroptera: Vespertilionidae). In: Mammalian Species. 44, Issue=892, 2012, S. 26–32 (Abstract).
2. 1 2 3  Celia López-González, Steven J. Presley, Robert D. Owen, and Michael R. Willig: Taxonomic status of Myotis (Chiroptera: Vespertilionidae) in Paraguay. Journal of Mammalogy 82 (1), 2001; S. 138–160. doi:10.1644/1545-1542(2001)082<0138:TSOMCV>2.0.CO;2
3. 1 2  Myotis simus in der Roten Liste gefährdeter Arten der IUCN 2012.2. Eingestellt von: R. Barquez, M. Diaz, 2008. Abgerufen am 11. Mai 2013.
4. 1 2  Ricardo Moratelli, Cecilia S. de Andreazzi, João A. de Oliveira, José Luís P. Cordeiro: Current and potential distribution of Myotis simus (Chiroptera, Vespertilionidae). Mammalia 75 (3), 2011; S. 227–234. doi:10.1515/mamm.2011.028
5. 1 2  Myotis simus In: Alfred L. Gardner: Mammals of South America, Volume 1: Marsupials, Xenarthrans, Shrews, and Bats, Volume 1. University of Chicago Press, Chicago 2008; S. 480. (Google Books)
6. 1 2  Don E. Wilson & DeeAnn M. Reeder (Hrsg.): Myotis simus (Memento vom 5. März 2016 im Internet Archive) in Mammal Species of the World. A Taxonomic and Geographic Reference (3rd ed).
7. ↑  Oldfield Thomas: New Myotis, Artibeus, Sylvilagus, and Metachirus from Central and South America. Annals and Magazine of Natural History, Series 7, 7, 1901: S. 541–545. (Digitalisat in der Biodiversity Heritage Library)
8. ↑  A.M.C. Proença: Myotis guaycurú n.sp., morcego proveniente de Salobra, Estado de Mato Grosso (Microchiroptera, Vespertilionidae). Revista Brasileira de Biologia 3, 1943:313–315.
9. ↑  Roxanne J. Larsen, Michelle C. Knapp, Hugh H. Genoways, Faisal Ali Anwarali Khan, Peter A. Larsen, Don E. Wilson, Robert J. Baker: Genetic Diversity of Neotropical Myotis (Chiroptera: Vespertilionidae) with an Emphasis on South American Species. PLoS ONE 7 (10): e46578. doi:10.1371/journal.pone.0046578
10. ↑  Ricardo Moratelli, Don E. Wilson: A new species of Myotis (Chiroptera, Vespertilionidae) from Bolivia. Journal of Mammalogy 95(4), 2014; S. E17-E25. doi:10.1644/14-MAMM-149
11. ↑  Ricardo Moratelli, Adriano L. Peracchio, João A. de Oliveira: Morphometric and morphological variation in Myotis simus Thomas (Chiroptera, Vespertilionidae), with an appraisal of the identity of Myotis guaycuru Proença based on the analysis of the type material Zootaxa 2985, 2011: S. 41–54. (Abstract; PDF; 20 kB)